# Persicaria assamica
Persicaria assamica är en slideväxtart som först beskrevs av Meissn., och fick sitt nu gällande namn av Sojak. Persicaria assamica ingår i släktet pilörter, och familjen slideväxter. Inga underarter finns listade i Catalogue of Life.